# Maria Louisa a Spaniei
Infanta Maria Luísa a Spaniei (24 noiembrie 1745 – 15 mai 1792) a fost împărăteasă a Sfântului Imperiu Roman, regină a Ungariei și Boemiei ca soție a lui Leopold al II-lea, Împărat al Sfântului Imperiu Roman.

## Biografie
Datorită tatălui ei, viitorul Carol al III-lea al Spaniei care obținuse tronul Regatului Neapole și al Siciliei în 1735, Maria Louisa s-a născut ca Maria Luisa a Neapolelui și Siciliei.  Când tatăl ei a devenit rege la moartea unchiului ei vitreg, Ferdinand al VI-lea al Spaniei în 1759, ea a devenit Infanta Maria Luisa a Spaniei.
Maria Louisa s-a născut la Portici, în Campania, la palatul de vară al părinților ei, Carol, rege al Neapole și Sicilia și a Mariei Amalia de Saxonia. A fost a cincea fiică și al doilea copil supraviețuitor al părinților ei. Când tatăl ei a devenit rege al Spaniei, s-a mutat împreună cu toată familia în Spania.
La 16 februarie 1764 s-a căsătorit prin procură la Madrid cu Arhiducele Peter Leopold, al doilea fiu al lui Francisc I, Împărat al Sfântului Imperiu Roman și al împărătesei Maria Theresa a Austriei și moștenitorul Marelui Ducat de Tuscania. Anul următor, la 5 august, s-a căsătorit cu el în persoană, la Innsbruck. Câteva zile mai târziu, moartea împăratului Francisc l-a făcut pe soțul Mariei Luisa, nou Mare Duce de Tuscania iar noul cuplu s-a mutat la Florența unde vor trăi următorii 25 de ani.